# Fernand Mermoud
Fernand Mermoud (* 20. August 1913 in Chamonix; † 9. Juni 1940 in Évreux) war ein französischer Skilangläufer.
Mermoud belegte bei seiner einzigen Teilnahme bei den Olympischen Winterspielen im Februar 1936 in Garmisch-Partenkirchen den 37. Platz über 18 km und zusammen mit Robert Gindre, Léonce Cretin und Alfred Jacomis den neunten Rang mit der Staffel. In den folgenden Jahren lief er bei den Nordischen Skiweltmeisterschaften 1937 in Chamonix auf den 25. Platz über 18 km und auf den achten Rang mit der Staffel und bei den Nordischen Skiweltmeisterschaften 1939 in Zakopane auf den 48. Platz über 18 km und auf den siebten Rang mit der Staffel. Im Juni 1940 fiel er als Soldat in Évreux beim Westfeldzug.